# Фуггінг
Фу́ггінг (нім. Fugging) — невелике поселення в Австрії, біля Зальцбурга. Кількість населення — близько 150 осіб. Село існувало під такою назвою щонайменше з 1070 і було назване на честь чоловіка на ім'я «Фоко» (нім. Focko), що жив у VI столітті.
До 2021 року мало назву Фукінг (нім. Fucking), що пишеться так само, як дієслівна форма англомовної популярної лайки «fuck».
Єдиним визначним місцем поселення був дорожній знак із його назвою, біля якого часто фотографувалися туристи. Серед дорожніх знаків в Австрії цей знак викрадали найчастіше — приблизно щомісяця.
У 2004 році мешканці провели голосування з приводу зміни назви, але вирішили все ж не робити цього.
У 2017 році, автомобільне телешоу, створене колишніми ведучими Top Gear — Джеремі Кларксоном, Річардом Гаммондом та Джеймсом Меєм знімало один з епізодів шоу The Grand Tour.